# Carex hachijoensis
Carex hachijoensis är en halvgräsart som beskrevs av Shigeo Akiyama. Carex hachijoensis ingår i släktet starrar, och familjen halvgräs. Inga underarter finns listade i Catalogue of Life.

## Bildgalleri

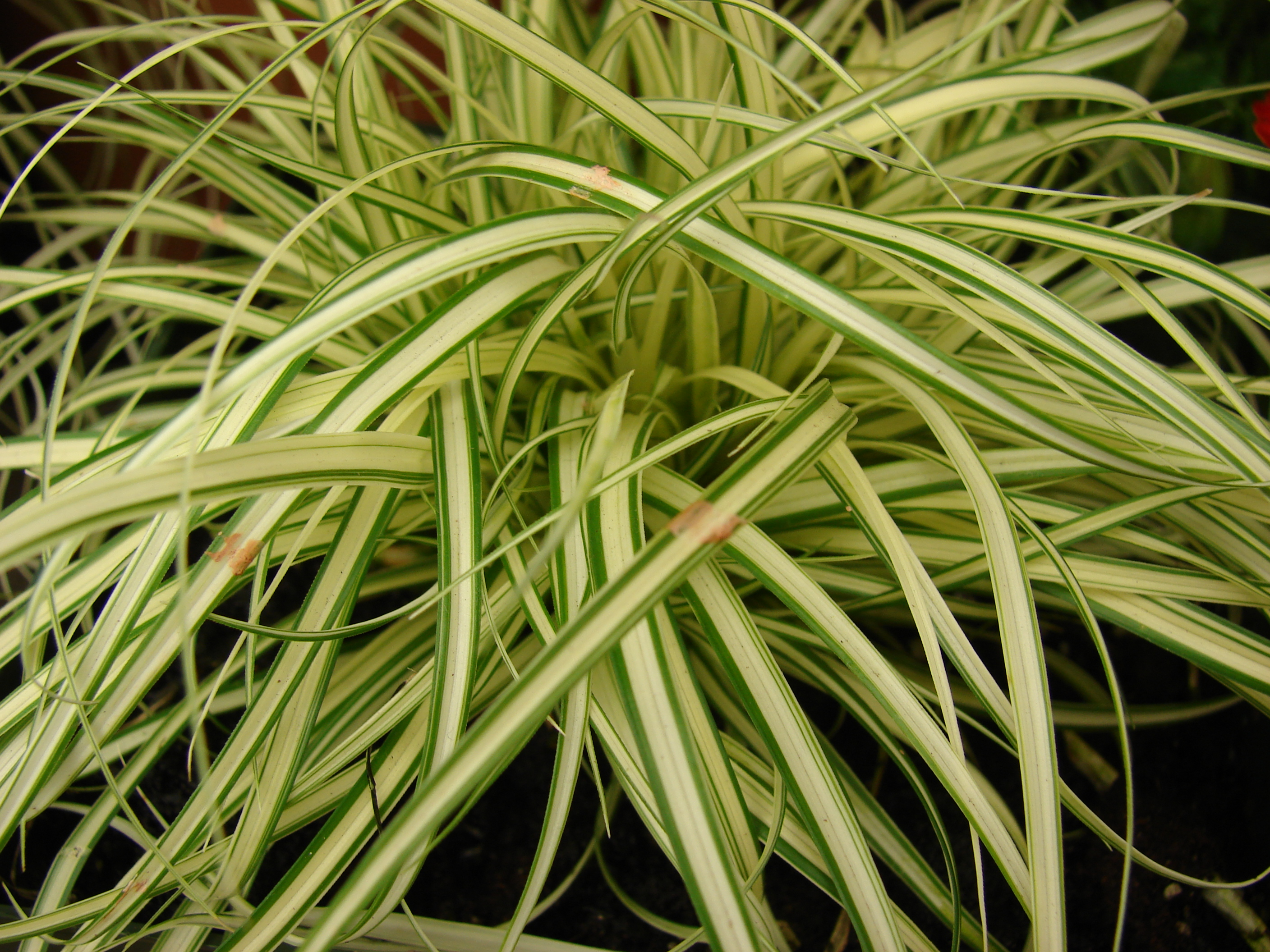
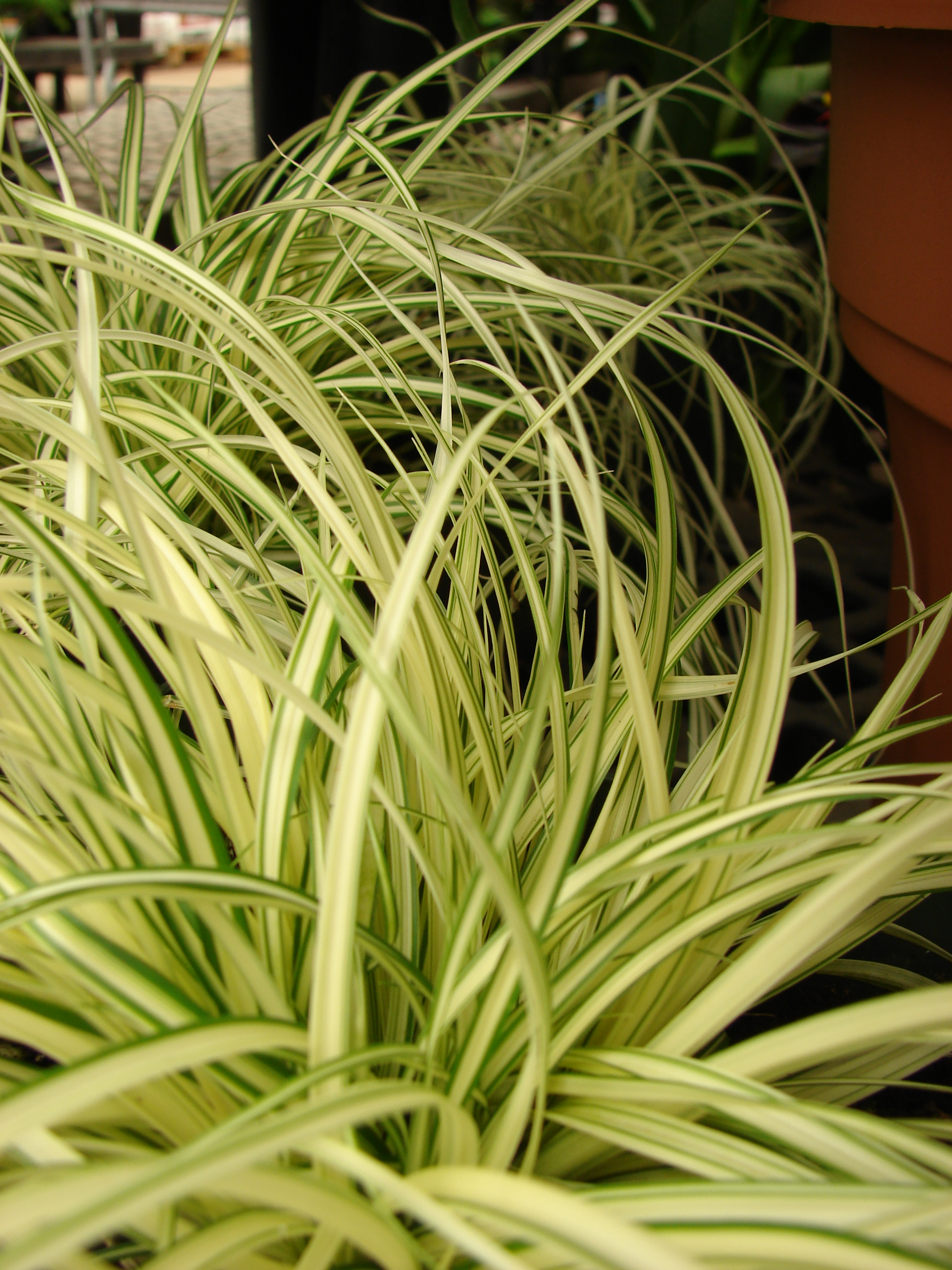